# Jacques-Laurent Bost
Pour les articles homonymes, voir Bost.
Jacques-Laurent Bost, né le 6 mai 1916 au Havre et mort le 21 septembre 1990 à Paris 15e, est un écrivain, scénariste, dialoguiste, traducteur et journaliste français.

## Biographie
Il naît au Havre, plus jeune fils de Charles Bost, pasteur et historien du protestantisme, et de Marie Zindel. Dernier d'une famille de dix enfants, d’un milieu aisé marqué par le rigorisme moral d’un père pasteur au Havre, il se veut vite en rupture avec ce dernier au point qu’il se reconnaît davantage dans l’agnosticisme que dans la religion.[réf. nécessaire]
Suivant ses études secondaires au lycée du Havre, il est ébloui par la pensée originale et le comportement iconoclaste de son professeur de philosophie, Jean-Paul Sartre. Il le suit à Paris où, inscrit à la Sorbonne, il intègre la petite famille sartrienne. Il devient l'amant de Simone de Beauvoir avec qui il échange une importante correspondance. Surnommé « le petit Bost » en raison de la notoriété de son frère aîné Pierre, romancier et scénariste, il fait quelques petits métiers dans le cinéma. En 1939, il est toujours étudiant lorsqu’il est mobilisé. S’adaptant difficilement à son régiment, il marque un rejet des officiers au point de refuser de monter en grade. Mais il se distingue au front par son héroïsme qui lui vaut la croix de guerre. Blessé pendant la débâcle, il se marie avec Olga Kosakiewicz et ne s’engage pas dans la Résistance.
À la Libération, il est engagé par Albert Camus à Combat et envoyé comme correspondant de guerre en Allemagne où il découvre notamment l’horreur des camps à Dachau. C'est aussi dans la collection que dirige Camus chez Gallimard (“L'Espoir”) qu’il publie son journal de guerre sous le titre Le Dernier des métiers (1946). Devenu grand reporter, il effectue quelques voyages pour Combat mais il préfère Paris où il a ses amis sartriens : Jean Cau, Alexandre Astruc, Robert Scipion, Jean Pouillon, Jean-Bertrand Pontalis. Il est d’ailleurs membre fondateur des Temps modernes avec Sartre et Beauvoir, dont il est l’intime et le premier des admirateurs. Il apparaît dans le roman de Simone de Beauvoir L'Invitée et Sartre en a fait le personnage de Boris dans Les Chemins de la liberté. Il y assure la chronique du « Cours des choses » avec des papiers féroces d’une veine boudeuse, maussade et hargneuse. 
En 1960, il signe le Manifeste des 121, déclaration sur le « droit à l'insoumission » dans le contexte de la guerre d'Algérie.
Membre du Comité de direction de la revue, il écrit aussi sous pseudonyme une quantité d’ouvrages de commande. Il publie sous le nom de Claude Tartare des critiques de cinéma à L'Express où travaille son neveu Serge Lafaurie. Mais si son travail de critique cinématographique est très bien rémunéré, il ne se sent pas vraiment en accord avec les projets de nouvelle formule de Jean-Jacques Servan-Schreiber. Il porte donc un regard attentif au projet que son neveu et Jean Daniel lui soumettent, à savoir celui de lancer une nouvelle formule de France Observateur. De plus, la ligne politique du Nouvel Observateur lui apparaissant « au moins bénie de loin par Sartre », il est assuré d’y être à son aise.
C'est ainsi que, même s’il ne reçoit qu'« un salaire infiniment plus petit », il rejoint son équipe quelques mois après sa fusion » et, à partir de février 1965, il publie de manière régulière et intense des papiers de société ou de politique intérieure.
Dans son premier papier, il dénonce la clémence de la justice en matière de meurtre sous légitime défense. Mais dès juin 1965, il cesse de rédiger des articles régulièrement, se contentant de publier un à deux articles par an. Pendant l’été 1969 il intervient davantage, pour saluer le film Papillon, rendre hommage à l’œuvre de Boris Vian ou critiquer le livre de Jérôme Deshusses sur La Gauche réactionnaire. Il préfère alors définitivement se réfugier dans le rewriting, vexé par la critique que Jean Daniel lui avait faite sur l’un de ses papiers. Promu au rang de rédacteur en chef sans en exercer les fonctions effectives si ce n’est celles de donner le bon à tirer du journal à l’imprimerie, il assiste son neveu dans sa direction de la rédaction. 
Dans les quelques articles qu’il publie par la suite, il se fait notamment l’écho des productions de la bande de Charlie Hebdo, des travaux d'Ernst Nolte (Le Fascisme, 1973) ou de la condamnation de Beate Klarsfeld (15 juillet 1974). Mais surtout, il maugrée avec Michel Bosquet sur une ligne politique trop droitière par rapport à leur idéal. En effet, se « plaignant en permanence, de la direction et des orientations du journal, toujours trop à droite à son sens », il s'en prend à Olivier Todd, dont il réclame le licenciement, pour l'angle trop critique vis-à-vis des violences des communistes vietnamiens d'un de ses reportages sur le Vietnam en 1973. Politiquement alors marqué par un transfert de « son protestantisme au communisme », il ne supporte pas « qu’on dise le moindre mal du PCF s'il n'a pas commencé lui-même ». 
Éternel « quarante-huitard râleur [...] morose, timide et agressif » aux tendances alcooliques, il apparaît aux yeux de Todd comme quelqu'un qui, à 50 ans, est bourré d’amertume après l'avoir été de doutes à 40 et de talent à 30. Sa sensibilité bougonne n’en fait pas moins un des personnages les plus populaires du journal. Mais en 1978, plusieurs éléments l'incitent à partir du journal. D’abord, l'hypothèse d’école soulevée par Jean Daniel envisageant comme possible la cohabitation sur le même plan de Sartre et Aron soulève son indignation. Ensuite, la publication, en mai 1978, d’un article de Jules Roy qui salue le mérite des parachutistes français sautant sur Kolwezi, et heurte profondément sa sensibilité antimilitariste. L'arrivée en juin 1978 de Françoise Giroud qu'il ne supporte pas achève de le convaincre de partir. 
En novembre 1978, il est définitivement remplacé. Mais, Jean-Paul Sartre ne l'ayant jamais déclaré officiellement, il se retrouve avec une retraite dérisoire. Claude Angeli lui trouve alors un poste de rewriter au Canard enchaîné où il travaille jusqu’à sa mort en 1990.
Jacques-Laurent Bost a été scénariste. Il collabore dans un premier temps avec Jean-Paul Sartre aux dialogues du film Les jeux sont faits réalisé par Jean Delannoy en 1947, d'après le roman éponyme de Sartre, puis, en 1951 et 1952, adapte, pour les films Les Mains sales et La Putain respectueuse, les pièces éponymes de ce dernier.  Il enchaîne ensuite les projets, dont l'adaptation, avec Pier Paolo Pasolini, du roman Les Ragazzi de ce dernier, pour le film Les Garçons (La notte brava), réalisé par Mauro Bolognini.
Il a mené une activité de traducteur, notamment pour la collection Série noire, où il a donné le texte français de romans signés James Hadley Chase, Paul Cain, Ed Lacy, Ed McBain, Horace McCoy, John MacPartland, Peter Rabe, Richard Sale, R. B. Saxe, Virgil Scott, W. R. Burnett et Don Tracy.

## Filmographie

### En tant que scénariste et dialoguiste
- 1947 : Les jeux sont faits, film français réalisé par Jean Delannoy, d'après le roman éponyme de Sartre
- 1948 : Danse de mort, film franco-italien réalisé par Marcel Cravenne, d'après la pièce éponyme d'August Strindberg
- 1951 : Les Mains sales, film français réalisé par Fernand Rivers et Simone Berriau, d'après la pièce éponyme de Sartre
- 1952 : La Putain respectueuse, film français réalisé par Charles Brabant et Marcello Pagliero, d'après la pièce éponyme de Sartre
- 1953 : Le Guérisseur, film français réalisé par Yves Ciampi
- 1955 : Ça va barder, film franco-italien réalisé par John Berry
- 1954 : Les héros sont fatigués, film français réalisé par Yves Ciampi
- 1955 : Je suis un sentimental, film franco-italien réalisé par John Berry
- 1956 : Don Juan, film franco-italo-espagnol réalisé par John Berry
- 1959 : Le vent se lève (Il vento si alza), film franco-italien réalisé par Yves Ciampi
- 1959 : Les Garçons (La notte brava), film italien réalisé par Mauro Bolognini, d'après le roman Les Ragazzi de Pier Paolo Pasolini
- 1959 : Oh! que mambo film franco-italien réalisé par John Berry
- 1963 : Le Tout pour le tout, film français réalisé par Patrice Dally
- 1966 : La Longue Marche, film français réalisé par Alexandre Astruc

### En tant qu'assistant réalisateur
- 1935 : Le commissaire est bon enfant, le gendarme est sans pitié, moyen métrage français réalisé par Jacques Becker et Pierre Prévert, d'après les pièces éponymes Le commissaire est bon enfant et Le gendarme est sans pitié de Georges Courteline et Georges Lévy.
- 1943 : Adieu Léonard de Pierre Prévert